# January Suchodolski

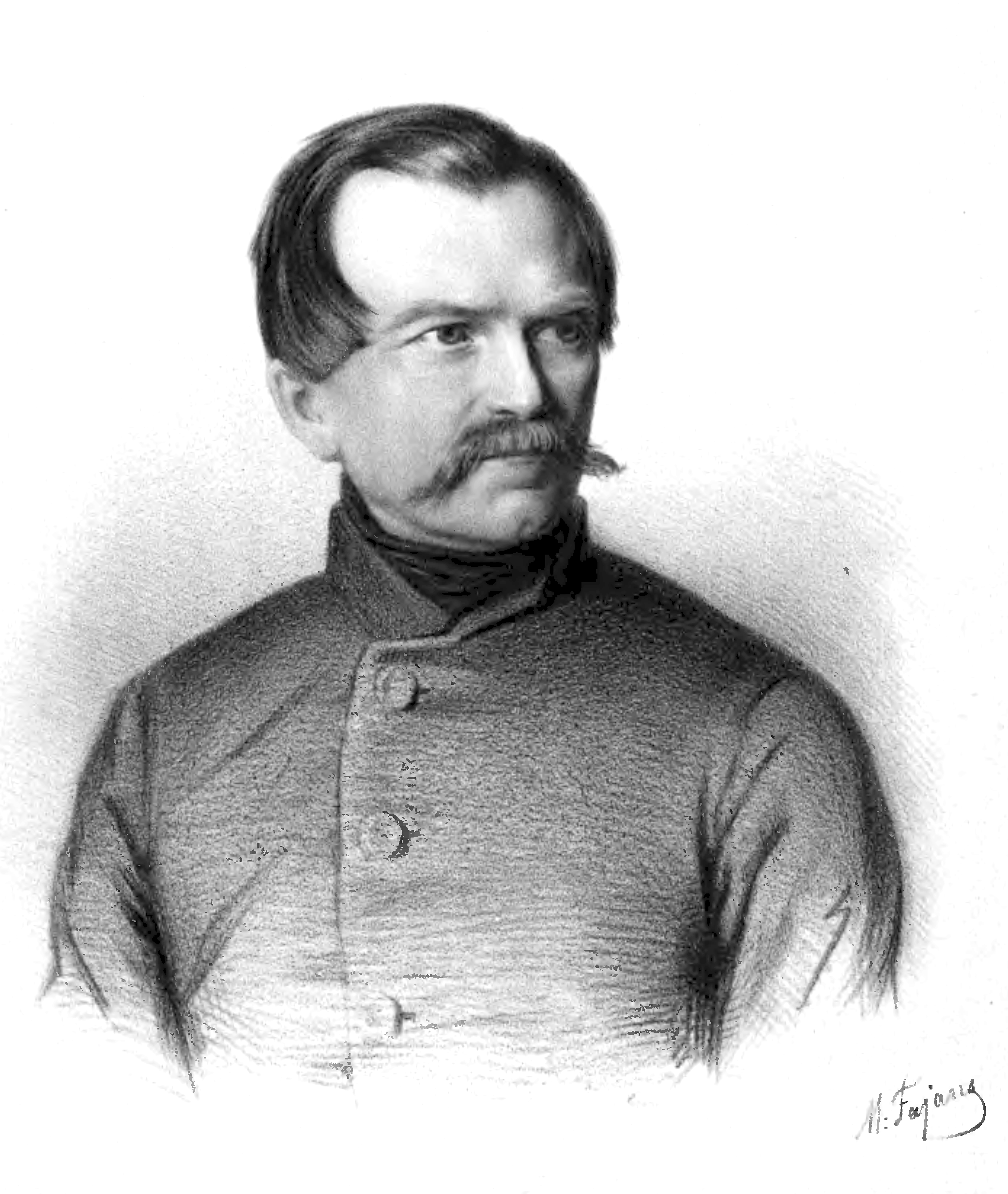
January Suchodolski. Retrato de Maksymilian Fajans, posterior a 1850.

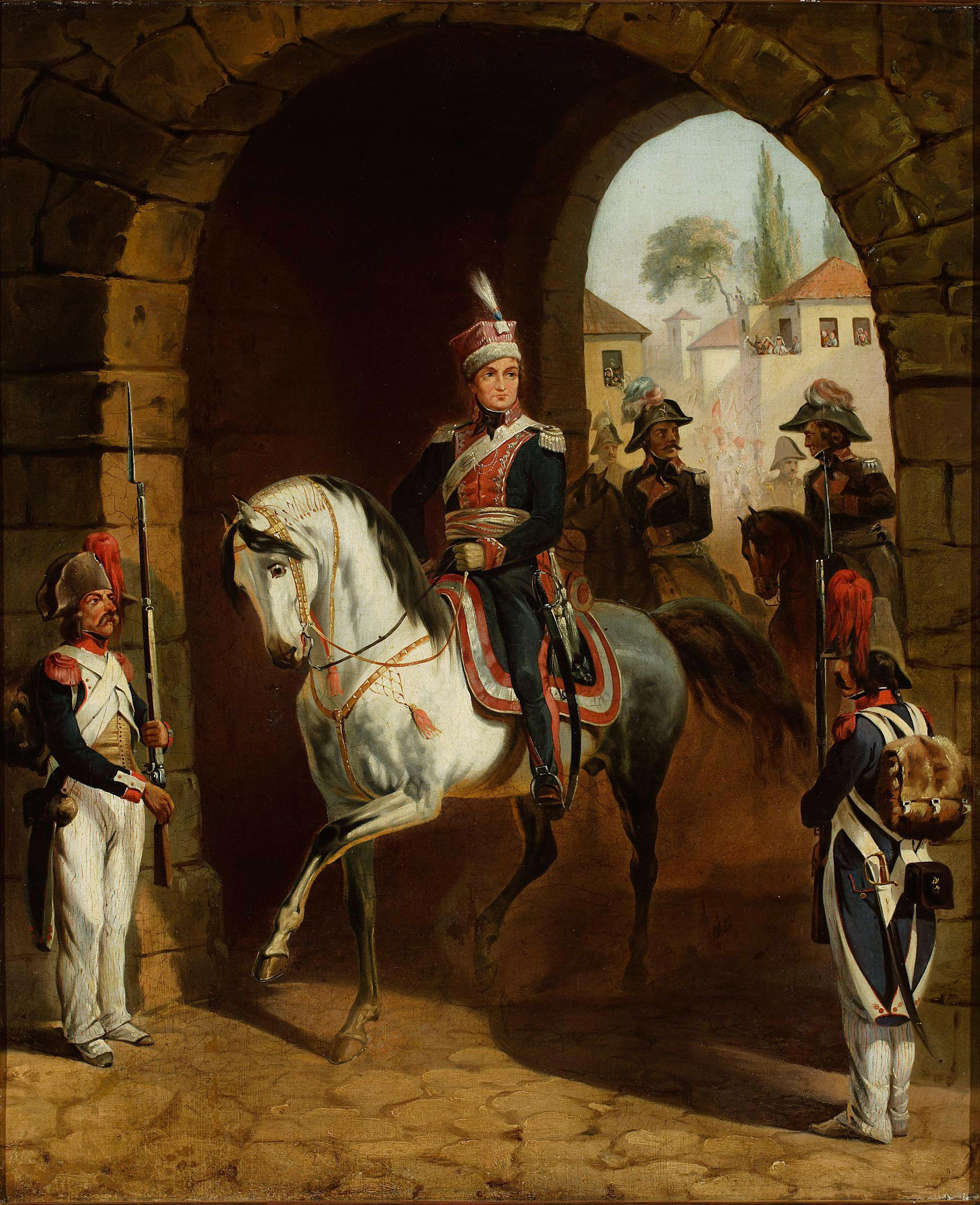
Jan Henryk Dąbrowski entrando a Roma, por January Suchodolski. Óleo sobre lienzo, 1850.

January Suchodolski (19 de septiembre de 1797–20 de marzo de 1875) fue un pintor y oficial del Ejército polaco.

## Vida

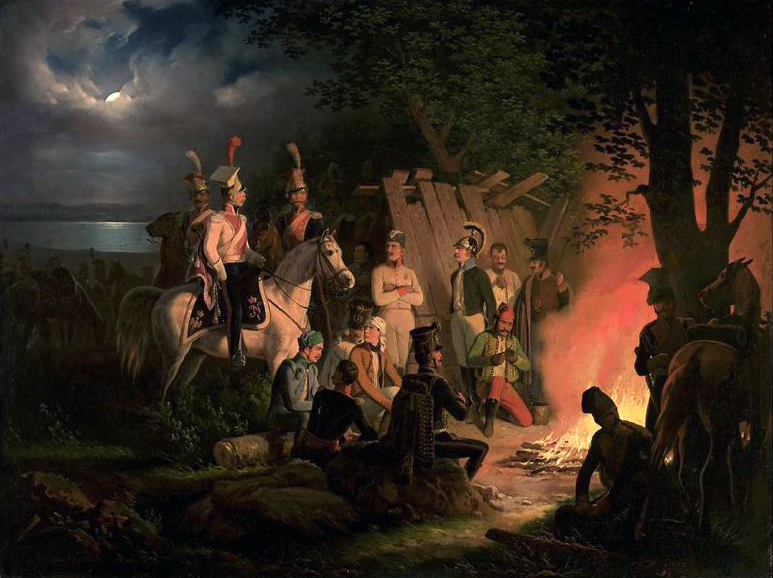
Una hoguera en campamento

Suchodolski nació en Grodno y era hermano de Rajnold Suchodolski. Se unió al Cuerpo de Cadetes de Varsovia en 1810. En 1812, hizo guardia en el Hotel Angielski, Varsovia cuándo Napoleón se hospedó allí de incógnito durante su huida de Moscú. En 1823, se convirtió en ayudante de Wincenty Krasiński, un exagente del ejército de Napoleón quién en ese tiempo pertenecía al Regimiento Real de Guardias de Granaderos. A través de conexiones con Krasińsky consiguió acceder a las galerías de arte del Palacio, pudierdon contemplar pinturas militares particularmente las de Horacio Vernet. También tuvo contacto con los principales círculos artísticos e intelectuales polacos, conociendo figuras como Julian Ursyn Niemcewicz, Woronicz, Koźmian, Franciszek Salezy Dmochowski, Antoni Edward Odyniec, y Morawski.
Durante este periodo empezó a pintar cuadros de temas militares, particularmente batallas de la Insurección de Kościuszko y de las guerras napoleónicas que incluyeron aquellos en las qué Krasiński estuvo implicado durante la Guerra de la Independencia Española. Llegó a conocer a Antoni Brodowski y tuvo éxito en una competición de arte con sus obras "Tomar la pancarta de Muhammad en Viena" y "Muerte de Ladislaus de Varna".
En 1830, January y su hermano participaron en la Revuelta de noviembre. January luchó en la Primera Batalla de Wawer, la Batalla de Olszynka Grochowska y la Batalla de Iganie. En su tiempo libre, bosquejaba escenas de soldados e hizo retratos de sus colegas.
Tras la derrota del levantamiento — en el que su hermano murió — viajó a Roma donde estudió con Horacio Vernet de 1832 a 1837. Allí socializó con Zygmunt Krasinski, Wincenty hijo, Juliusz Słowacki, Thorwaldsen, Johann Friedrich Overbeck, Peter von Cornelius, y Louis Léopold Robert. Regresó a Varsovia en 1837 y pronto fue hecho miembro de la Academia Imperial de Bellas artes por su pintura "El asedio de Ajaltsije". Fue entonces invitado a San Petersburgo por el zar Nicolás I para que pintara batallas famosas del Ejército ruso. Después de regresar a Polonia, viajó a París en 1844. En 1852, se trasladó a Cracovia, donde conoció a Wincenty Pol e ilustró su poema 'Mohorta'. En 1860, Suchodolski se unió el comité de la Sociedad por el estímulo de Bellas artes y ayudó a crear el Museo de Bellas artes en Varsovia.
January Suchodolski murió en Bojmie (cerca de Siedlce) el 20 de marzo de 1875.

## Galería

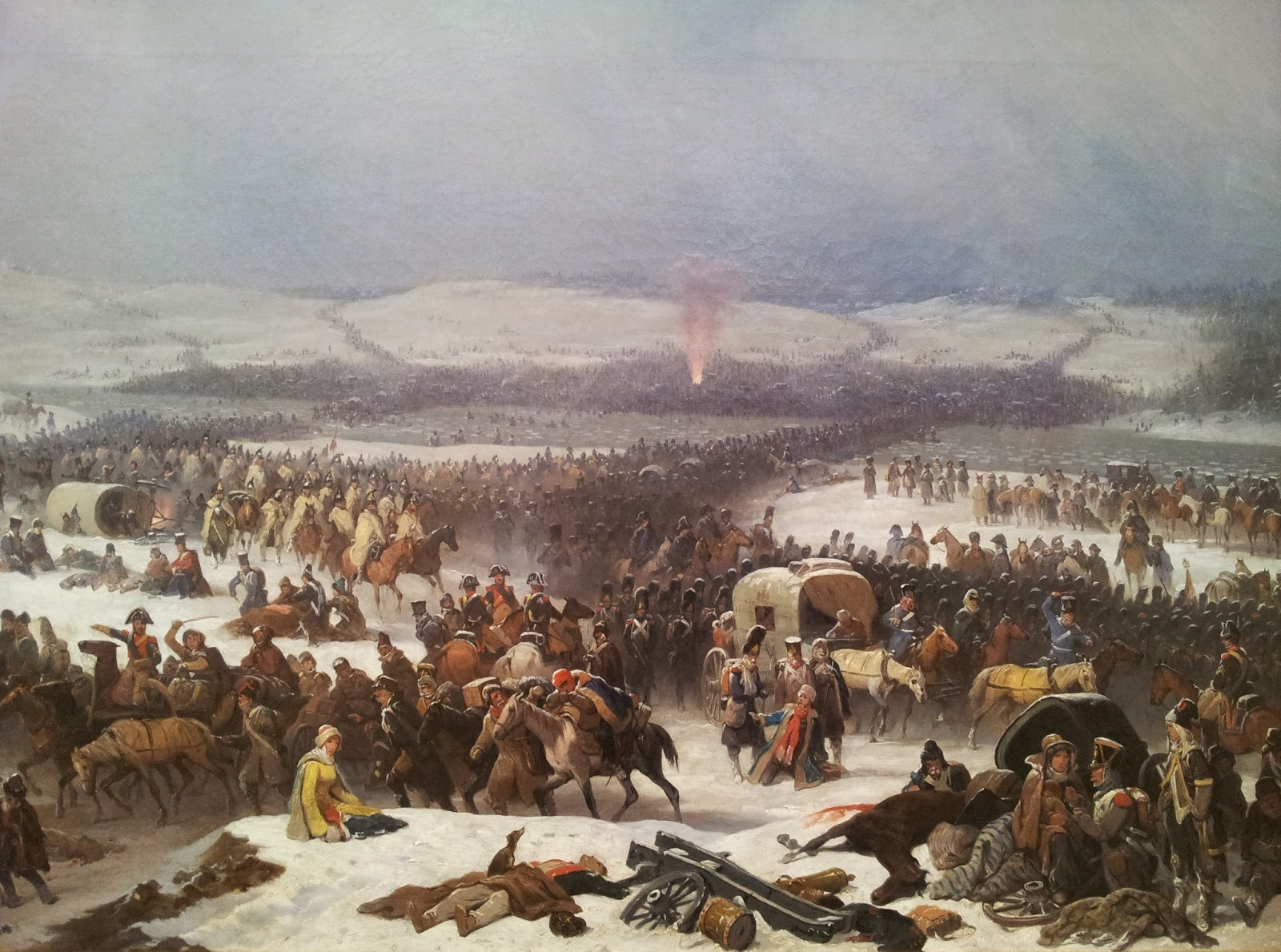
La batalla del Berézina
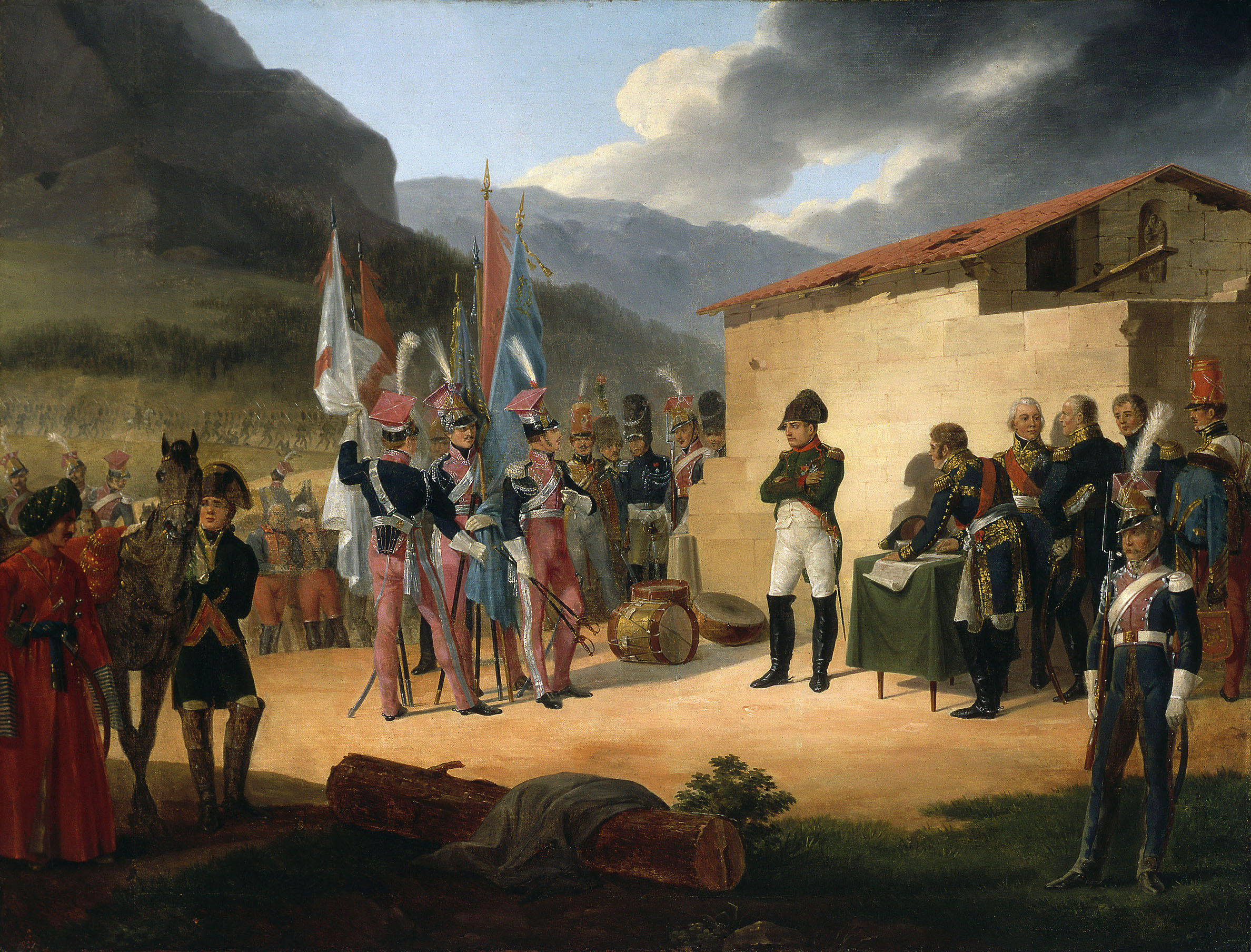
La batalla de Tudela
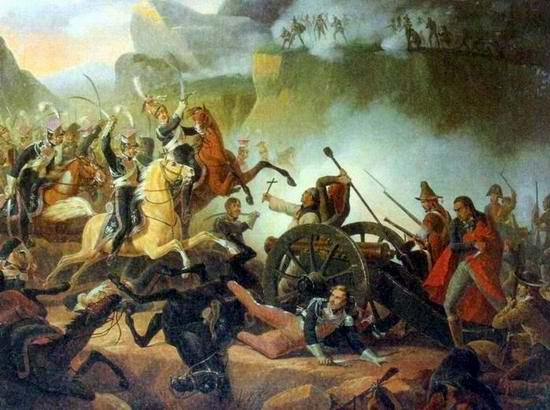
La carga de los ulanos polacos durante la batalla de Somosierra
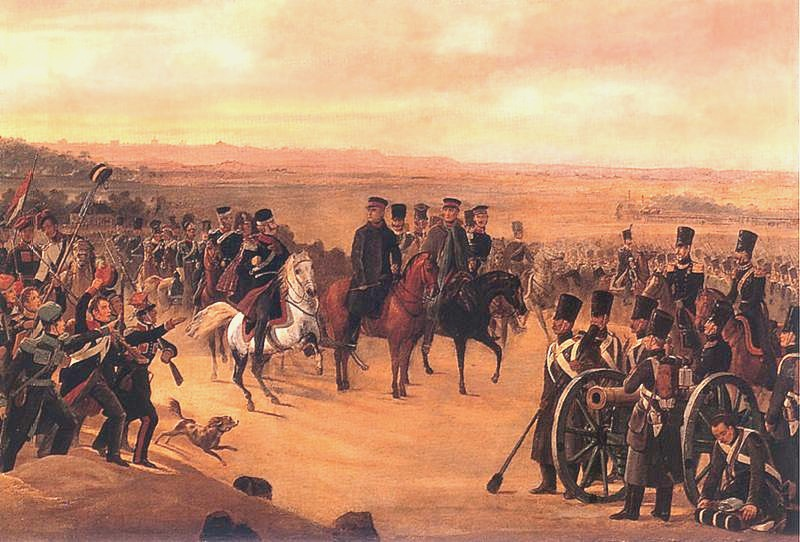
General Józef Chłopicki en la revuelta del Ejército polaco de noviembre de 1831
Muerte del príncipe Józef Poniatowski en la batalla de Leipzig
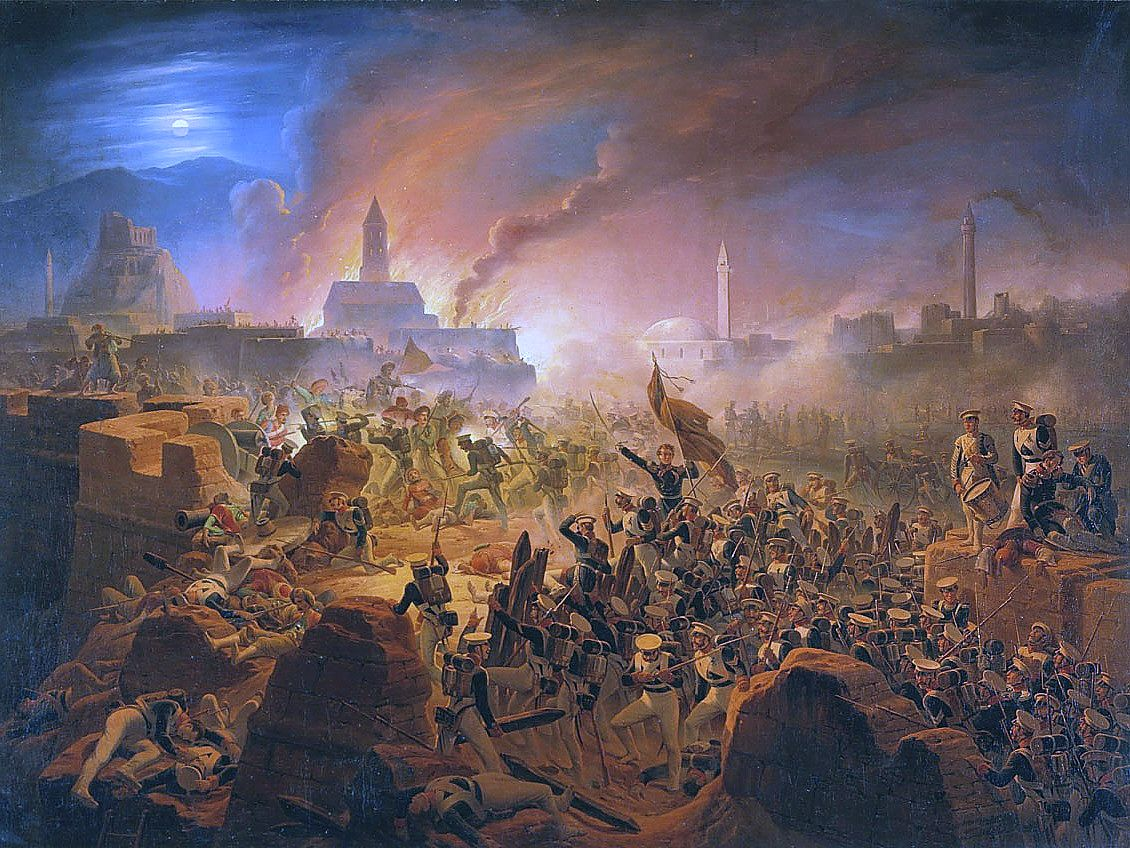
Sitio de Ajaltsije, 1828
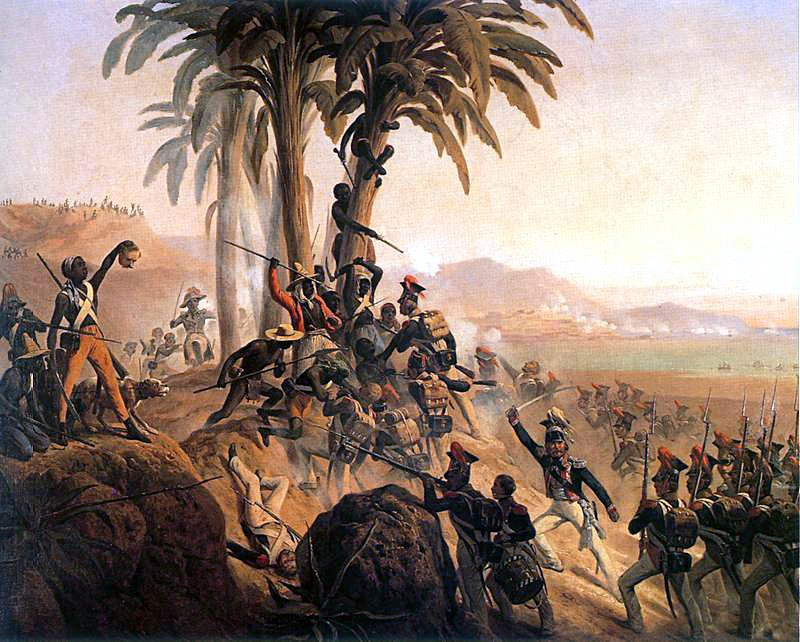
Batalla del Cerro de Árbol de la Palma, Santo Domingo, Revolución haitiana, 1845
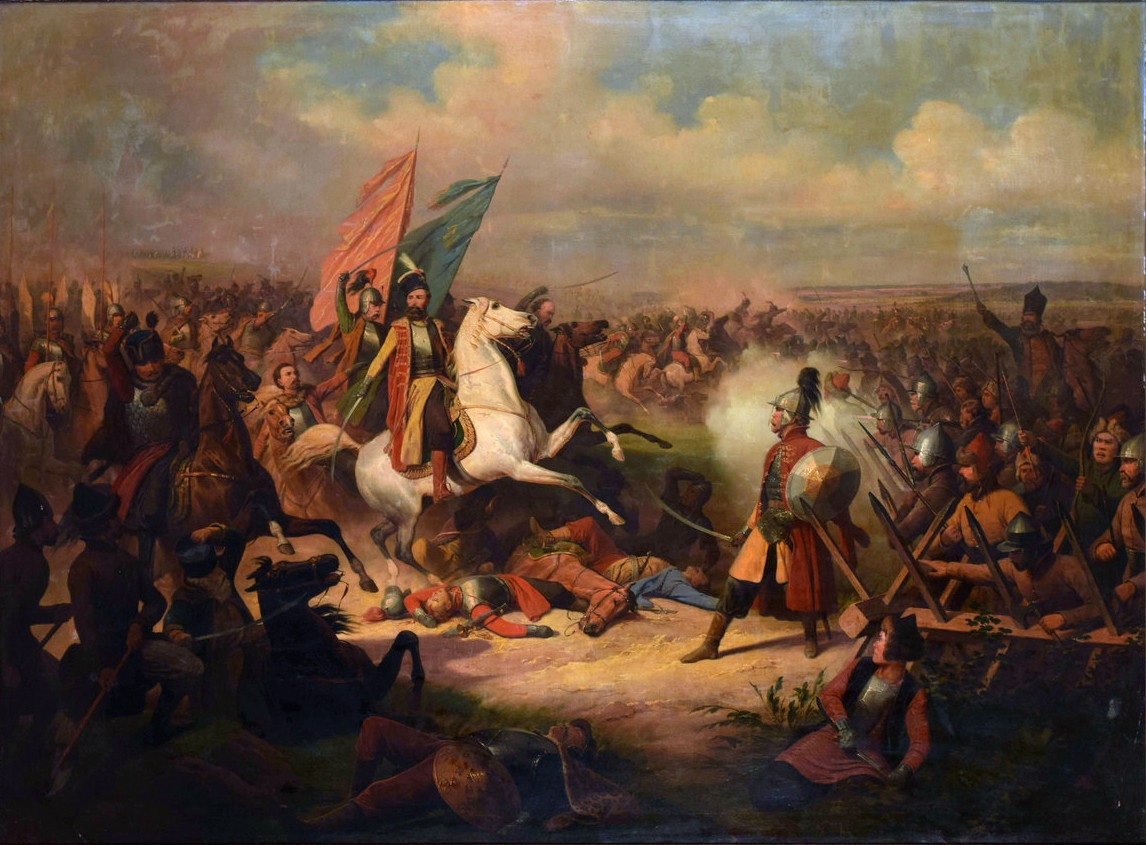
Stefan Czarniecki durante la guerra ruso-polaca (1654-1667)
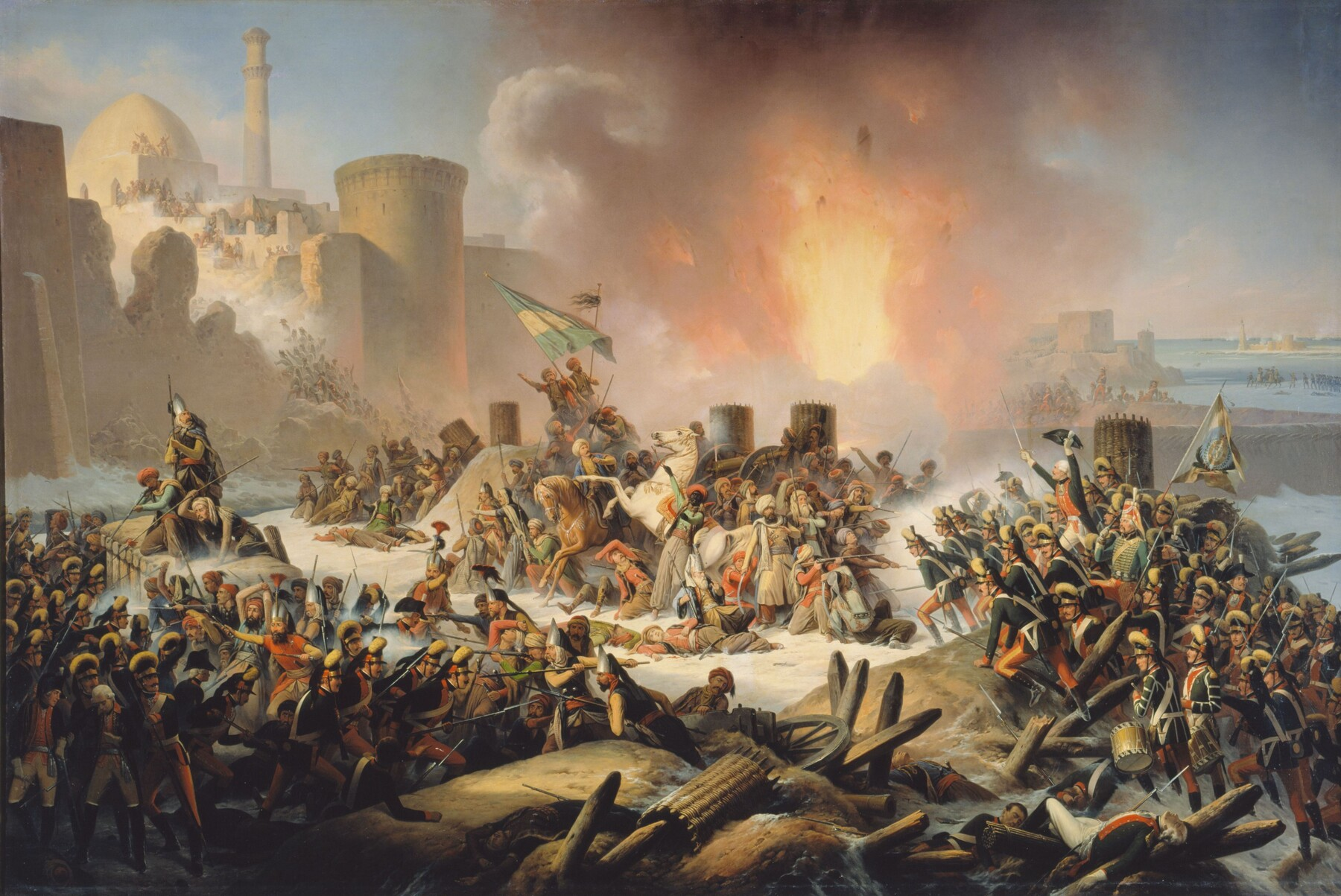
Asedio de Ochákov (1788), 1853
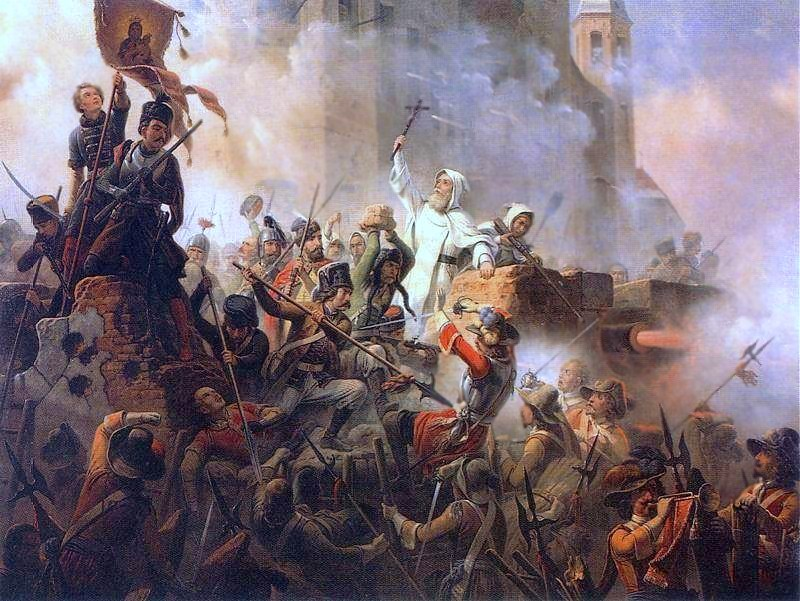
Asedio de Jasna Góra (1655), 1845